# Panesthia wallacei
Panesthia wallacei är en kackerlacksart som beskrevs av James Wood-Mason 1876. Panesthia wallacei ingår i släktet Panesthia och familjen jättekackerlackor. Inga underarter finns listade i Catalogue of Life.